# Буквиц, Лиза
Лиза Буквиц (нем. Lisa Buckwitz, род. 2 декабря 1994, Берлин) — немецкая бобслеистка-разгоняющая, олимпийская чемпионка 2018 года, чемпионка мира 2024 года, пятикратный призёр чемпионатов мира, двукратная обладательница Кубка мира в монобобе. 

## Спортивная карьера
До 2013 года Лиза Буквиц занималась легкой атлетикой, где специализировалась в семиборье.
В сезоне 2014/2015 впервые приняла участие на этапе Кубка мира в Калгари, где заняла 7 место вместе с пилотом Штефани Щурек. В этом же году с пилотом Катлин Мартини выиграла один из этапов Кубка мира, стала чемпионкой мира среди юниоров (с пилотом Мириам Вагнер) и впервые приняла участие в чемпионате мира в немецком Винтерберге, заняв 10 место.
На чемпионате мира 2017 года Лиза Буквиц выступала вместе с пилотом Штефани Шнайдер и в составе 2-й сборной Германии заняла 2 место в соревнованиях смешанных команд.
На олимпийских играх 2018 года в Пхёнчхане Лиза Буквиц вместе с пилотом Мариамой Яманкой стала олимпийской чемпионкой. 

## Результаты

### Олимпийские игры
| Олимпийские игры | Двойки |
| ---------------- | ------ |
| 2018 Пхёнчхан    | 1      |

### Чемпионаты мира по бобслею и скелетону
| Чемпионаты мира | Двойки | Смешанные команды |
| --------------- | ------ | ----------------- |
| 2015 Винтерберг | 10     | —                 |
| 2016 Иглс       | 4      | —                 |
| 2017 Кёнигсзе   | 8      | 2                 |